# Ya terminé
Ya terminé es el séptimo álbum de estudio de Patricia Manterola.

## Pistas
| Ya Termine |                              |          |  |
| N.º        | Título                       | Duración |  |
| 1.         | «Más que Tu Dinero»          | 3:20     |  |
| 2.         | «Ya Termine»                 | 3:05     |  |
| 3.         | «Gracias»                    | 4:02     |  |
| 4.         | «Vive»                       | 3:38     |  |
| 5.         | «Ganas De Volar»             | 3:03     |  |
| 6.         | «Y Llegaras»                 | 4:15     |  |
| 7.         | «A Contratiempo»             | 3.24     |  |
| 8.         | «Da Igual»                   | 3:48     |  |
| 9.         | «Desnudar El Alma»           | 3:47     |  |
| 10.        | «Dime»                       | 3:08     |  |
| 11.        | «Fuerte Pero Frágil»         | 3:09     |  |
| 12.        | «Valiente»                   | 3:33     |  |
| 13.        | «Ya Termine (Electro - pop)» | 3:06     |  |